# 7457 Veselov
7457 Veselov eller 1982 SL6 är en asteroid i huvudbältet som upptäcktes den 16 september 1982 av den ryska astronomen Ljudmila Tjernych vid Krims astrofysiska observatorium på Krim. Den är uppkallad efter Vyacheslav A. Veselov.
Asteroiden har en diameter på ungefär 11 kilometer och den tillhör asteroidgruppen Padua.